# Saga o Karantaniji, Kralj Samo
Kralj Samo je roman slovenskega pisatelja Ivana Sivca, ki prikazuje usodo dveh junakov, Sama in Vitomirja, v sedmem stoletju, ko se je oblikovala Samova država.

## Vsebina
V ospredju zgodbe je sprva županov sin Vitomir, ki iz radovednega in živahnega otroka odraste v močnega moža ter postane Samova desna roka. Samo v Vitomirjev vsakdan vstopi samo občasno, ko gre mimo s svojo trgovsko karavano, dečku in njegovi mami je zelo naklonjen. Ko Vitomir odraste, se pridruži Samovi vojski, skupaj zmagujeta nad sovražniki (Langobardi, Obri, Franki, Bavarci …), nato Samo postane kralj in uspešno vlada celih 35 let.
Ljudje so živeli povezani z naravo, verjeli so v mite, prerokbe, verovali v več bogov, vendar niso od njih ničesar zahtevali in jih tudi niso podkupovali z žgalnimi ter podobnimi daritvami, temveč so menili, da so bogovi vedno z njimi, s svojimi dobrimi deli so skušali pridobiti le njihovo naklonjenost. Večina prebivalcev vseh treh vasi (Svaten, Ledin in Krnic) se je ukvarjala s poljedelstvom in živinorejo. Župan je bil Vseljub, nad njim pa je bil knez Valuk. 12 gospodarjev se je zbiralo pod lipo in odločalo o pomembnih zadevah v njihovi župi, vsaka tri leta so žrebali, katere njive bo obdelovala katera družina, kljub temu, da so bile njive osebna last. Zavedali so se, da lahko le združeni skupaj obstanejo in ohranijo svobodo. Tudi svoji veri so bili zvesti do groba. Ko je v vas prišel menih in jim skušal razložiti krščanski nauk, se ljudje niso zmenili zanj. 
V romanu so opisane vojaške taktike, s katerimi so prelisičili nasprotnike, npr. bitka z Langobardi, kjer so jih zvabili na ozko planinsko pot in tako vsakega posebej spravili s sveta, Obre so presenetili s tem, da jih je najprej napadla konjenica in ne pešci, kot je bila navada, z Bavarci pa so se spopadli tako, da so jih zvabili v krog in v Dravo, s tem so postali odlična tarča lokostrelcev. Z uspešnimi vojaškimi podvigi si je Samo priboril splošno zaupanje in na poroki z dvanajsto ženo so mu oznanili, da ga bodo okronali za kralja, to je bilo nekakšno poročno darilo. Na kronanju mu je Vitomir podaril sveti meč, ki je bil včasih v lasti Karantancev in ga je sam našel visoko v Krvavih stenah, kakor mu je bilo prerokovano. O Samu in njegovih številnih ženah so krožile razne zgodbe, poganstvo je namreč omogočalo mnogoženstvo. Njegove žene so bile složne vse do Samove pozne starosti, ko so začele razmišljati, kdo ga bo nasledil na prestolu.